# Berkheya cruciata
Berkheya cruciata là một loài thực vật có hoa trong họ Cúc. Loài này được (Houtt.) Willd. mô tả khoa học đầu tiên.